# Gare de Jarménil
La gare de Jarménil est une ancienne gare ferroviaire française de la ligne d'Arches à Saint-Dié. Elle est située à Jarménil, dans le département des Vosges, en région Grand Est.

## Situation ferroviaire
Elle est située au point kilométrique (PK) 3,626 de la ligne d'Arches à Saint-Dié, entre la gare ouverte d'Arches et celle fermée de Docelles-Cheniménil.
Elle est édifiée à 365 mètres d'altitude.

## Histoire
Gare dotée d'une halle marchandises, elle est fermée au trafic bien avant 2018[Quand ?]. Cette année-là, seule subsiste la halle marchandises, le bâtiment voyageurs ayant été démoli.